# گرند بند
گرند بند (به انگلیسی: Grand Bend) یک شهرک در کانادا است که در لمپتون شورز واقع شده‌است. گرند بند ۲٬۱۰۲ نفر جمعیت دارد.